# Karl Rosenberg
Karl Rosenberg (Letònia, 1911 - ?) va ser un brigadista que va passar per Palafrugell i va deixar-hi una maleta amb llibres i documents, que es conserven i es poden consultar a l'Arxiu Municipal de Palafrugell.

## Biografia
Karl Rosenberg va néixer el 27 de setembre de 1911 a Letònia i fou membre de les Joventuts Unificades de Letònia. S'enrolà a les Brigades Internacionals el 24 de febrer de 1937 a Albacete segons consta al carnet que l'identificava com a membre de la brigada mòbil i destinat a l'escola d'oficials.
El maig de 1937 és nomenat Tinent d'Infanteria (tot i que el nomenament va a nom de Rudolf Rosenberg) a la 130a Brigada Autònoma a Boltanya com a instructor dels batallons núm. 1 i 3. El juny de 1937 rep ordres que es faci càrrec del batalló núm. 3 en absència del comandant. El gener de 1938 se li ordena que es faci càrrec de la companyia de metralladores (Batalló de Metralladores núm.10, XII Cos de l'Exèrcit), apareix citat com a capità. Entre octubre i novembre rep diferents salvaconductes per tal que pugui ser repatriat (retirada de les Brigades Internacionals).
Les seves cartes, els seus llibres i la documentació que va deixar a Palafrugell proporcionen informació de primera mà sobre el conflicte i les Brigades Internacionals. És per això que són un testimoni important.
En una darrera carta un amic li comenta que li estan preparant documentació falsa per quan hagi de marxar i que li faran entrega de la documentació en una festa de comiat que estan organitzant, també li demana que a la festa anunciï el seu nom veritable per tal de mantenir la comunicació en un futur.

## Història arxivística
El fons de Karl Rosenberg el va deixar ell mateix durant la retirada, al seu pas per Palafrugell, quan es va allotjar a la casa de la família Català, al carrer Pi i Margall. La família Català ha guardat la documentació fins que n'ha fet donació a l'Arxiu Municipal de Palafrugell el 2009.
Des de l'agost de 2009 es compta amb la traducció de les tres cartes en rus (realitzada Olegas Usaciovas) i de les tres cartes en letó (realitzada per Martin Verpelis i M. Helena Geli).